# José Joaquín Moreno Verdú
José Joaquín Moreno Verdú (6 januari 1975, Hellín) - alias Josico - is een Spaans voormalig professioneel voetballer die hoofdzakelijk als verdedigende middenvelder speelde.
José Joaquín Moreno Verdú heeft in zijn carrière tweemaal de Intertoto Cup gewonnen en stond met Villarreal CF in de halve finale van zowel de UEFA Champions League (2006) als de UEFA Cup (2004). De Spanjaard was aanvoerder van Villarreal CF. Josico was na Luis Aragonés en Daniel González Güiza de derde Spanjaard in dienst van Fenerbahçe SK.